# Saint-Fort
Saint-Fort ist eine Ortschaft und eine Commune déléguée in der französischen Gemeinde Château-Gontier-sur-Mayenne mit 1.810 Einwohnern (Stand: 1. Januar 2022) im Département Mayenne in der Region Pays de la Loire. Die Einwohner werden Saint-Fortais genannt.
Die Gemeinde Saint-Fort wurde am 1. Januar 2019 mit Château-Gontier und Azé zur Commune nouvelle Château-Gontier-sur-Mayenne zusammengeschlossen. Sie hat seither den Status einer Commune déléguée. Die Gemeinde Saint-Fort gehörte zum Arrondissement Château-Gontier und zum Kanton Azé.

## Geographie
Saint-Fort liegt am Fluss Mayenne, der die Commune déléguée im Nordosten begrenzt, und ist eine banlieue von Château-Gontier. Umgeben wurde die Gemeinde Saint-Fort von den Nachbargemeinden Château-Gontier im Norden und Westen, Azé im Nordosten, Ménil im Süden und Osten sowie Chemazé im Westen und Südwesten. 

## Bevölkerungsentwicklung
| Einwohner                  | 437 | 430 | 544 | 823 | 1189 | 1571 | 1587 | 1632 |
| Quellen: Cassini und INSEE |     |     |     |     |      |      |      |      |

## Sehenswürdigkeiten

Kirche Saint-Fort

- Kirche Saint-Fort
- Kapelle Saint-Joseph-des-Genêts
- Schloss La Maroutière
- Dorf und Schleuse Le Pendu